# Antônio da Costa Pinto (governador)
Antônio da Costa Pinto (Paracatu, 25 de novembro de 1802 – Rio de Janeiro, 20 de março de 1880) foi um magistrado e político brasileiro descendente de judeus sefarditas de Portugal.
Filho de Antônio da Costa Pinto e Francisca Maria Pereira de Castro, formou-se na Faculdade de Direito da Universidade de Coimbra, em 1827. Casou com Teresa Amália Rodrigues Fróes.
Juiz de fora em diversas províncias, foi chefe de polícia de Minas Gerais e desembargador em Pernambuco e no Município Neutro. Governou a província de Minas Gerais, de 19 de abril de 1836 a 7 de outubro de 1837. Foi depois presidente da província de Pernambuco, de 15 de julho a 2 de outubro de 1848, e também da Bahia, de 26 de abril de 1860 a 1 de julho de 1861.
Foi nomeado ministro do Supremo Tribunal de Justiça, em 1 de junho de 1870. Foi agraciado com a comenda da Imperial Ordem de Cristo.